# Günther Ziegler
Günther Ziegler (Dittelbrunn, Baviera, 18 de gener de 1933 - Schweinfurt, 19 de desembre de 2013) fou un ciclista alemany, professional des del 1957 fins al 1964. Va combinar tant el ciclisme en pista com la ruta. Va participar en els Jocs Olímpics de Melbourne de 1956.
En el seu palmarès destaquen cinc campionats d'Alemanya amateur de contrarellotge per equips, de 1952 a 1956. Després dels Jocs Olímpics de 1956 es va convertir en professional i el 1961 va guanyar el títol nacional de velocitat.

## Palmarès en ruta
- 1952
  -  Campió d'Alemanya amateur en contrarellotge per equips
- 1953
  -  Campió d'Alemanya amateur en contrarellotge per equips
- 1954
  -  Campió d'Alemanya amateur en contrarellotge per equips
- 1955
  -  Campió d'Alemanya amateur en contrarellotge per equips
- 1956
  -  Campió d'Alemanya amateur en contrarellotge per equips

## Palmarès en pista
- 1955
  -  Campió d'Alemanya amateur en Velocitat
- 1960
  - 1r als Sis dies d'Essen (amb Hans Jaroscewicz)
- 1961
  -  Campió d'Alemanya en velocitat